# AEG C.III
L'AEG C.III fu un aereo da ricognizione biposto, monomotore e biplano, sviluppato dall'azienda aeronautica tedesco imperiale Allgemeine Elektrizitäts-Gesellschaft (AEG) negli anni dieci del XX secolo e rimasto allo stadio di prototipo.
Destinato a sostituire il precedente C.II nei reparti della Luftstreitkräfte, la componente aerea del Deutsches Heer (l'esercito imperiale tedesco), durante le prime fasi della prima guerra mondiale, benché introducesse interessanti innovazioni tecnologiche non riuscì a dimostrare una superiorità tale da essere avviato alla produzione in serie.

## Storia del progetto
Dopo che l'AEG C.II era stato avviato alla produzione in piccola serie, l'azienda tedesco imperiale pianificò lo sviluppo di un nuovo modello che, grazie ad un diverso disegno della fusoliera, avrebbe aumentato il campo visivo a disposizione dell'osservatore rendendo il modello più efficiente nel ruolo al quale era destinato. Pur riproponendo le caratteristiche salienti della specifica Idflieg per i C-Typ, monomotore a velatura biplana, biposto e dotato di armamento difensivo, la fusoliera si sviluppava in altezza e l'ala superiore, normalmente montata alta a parasole, era collocata alta a filo del profilo superiore. La soluzione toglieva così un ostacolo alla vista dell'osservatore che, al contrario delle specifiche che prevedevano l'abitacolo del pilota davanti a quella del secondo membro dell'equipaggio, nel modello risultavano invertite come nei modelli B-Typ.
Il prototipo venne portato in volo per la prima volta nel tardo 1915 tuttavia, pur se le prove attestarono avesse raggiunto una velocità massima superiore a quella dell'AEG C.II, non riuscì a soddisfare le aspettative riposte e nei successivi progetti l'azienda preferì tornare ad un'impostazione più classica.

## Tecnica
L'AEG C.II conservava l'aspetto generale, per l'epoca convenzionale, del suo predecessore, biplano, monomotore biposto con carrello fisso, ma nelle dimensioni più compatte.
La fusoliera, caratterizzata dalla sezione rettangolare sviluppata in altezza e realizzata con struttura in tubi d'acciaio saldati ricoperta di tela verniciata, includeva i due abitacoli aperti in tandem, l'anteriore, destinato all'osservatore con mansioni anche di mitragliere, posizionato tra le semiali ed il posteriore destinato al pilota. Posteriormente terminava in un impennaggio classico monoderiva dotato di piani orizzontali controventati.
La configurazione alare era biplana con ala superiore posizionata alta sulla fusoliera e l'inferiore bassa, collegate tra loro da una doppia coppia di montanti per lato ed integrati da tiranti in cavetto in acciaio.
Il carrello d'atterraggio era fisso, molto semplice, montato su una struttura tubolare al di sotto della fusoliera, dotato di ruote di grande diametro collegate da un asse rigido ed integrato posteriormente con un pattino d'appoggio.
La propulsione era affidata ad un motore Benz Bz.III, un 6 cilindri in linea raffreddato a liquido capace di erogare una potenza pari a 150 PS (110 kW). Posizionato all'apice anteriore della fusoliera, parzialmente racchiuso da un cofano metallico, era caratterizzato da un impianto di scarico "a corno di rinoceronte" ed abbinato ad un'elica bipala in legno a passo fisso.
L'armamento era costituito da una singola mitragliatrice calibro 7,92 mm, una Parabellum MG 14 o in alternativa una Bergmann MG 15nA, ed aveva la capacità, in missioni di attacco al suolo leggero, di trasportare fino a 40 kg di bombe da caduta.

## Utilizzatori
Germania
- Luftstreitkräfte